# Libera Università Maria Santissima Assunta

La Libera Università Maria Santissima Assunta (LUMSA o Università LUMSA) è un'università non statale con giurisdizione pubblica d'ispirazione cattolica - con sede principale a Roma e sedi distaccate a Palermo e Taranto. Fondata nel 1939, è il secondo ateneo più antico di Roma dopo La Sapienza.

## Storia

### Fondazione
L'università ha origine dall'Istituto Superiore Pareggiato di Magistero femminile "Maria SS. Assunta", fondato il 26 ottobre 1939 con Regio decreto n. 1760 e pubblicato in Gazzetta Ufficiale del Regno d'Italia dalla pedagogista Luigia Tincani, appartenente all'Unione Santa Caterina da Siena delle Missionarie della Scuola. Il progetto ricevette il sostegno decisivo del cardinale Giuseppe Pizzardo, Prefetto della Congregazione per i Seminari e le Università degli Studi, e di papa Pio XII, che credette fortemente nell'iniziativa finanziandola con 100.000 lire, somma che corrisponde a circa 87.000 euro odierni. L'istituto nasceva con l'obiettivo di fornire accesso all'istruzione universitaria alle religiose, a loro negato fino a gran parte della prima metà del XX secolo.
La prima sede fu stabilita in via Traspontina a Roma, l'unica concessa direttamente dalla Santa Sede. Il primo anno accademico iniziò lunedì 11 dicembre 1939 con 64 religiose ammesse, data che segnò anche l'inizio delle lezioni in aula. Il cardinale Luigi Traglia, già docente alla Pontificia Università Urbaniana, divenne il primo presidente del Consiglio di Amministrazione.
Durante il pontificato di Pio XII iniziò una lunga serie di contatti tra la Santa Sede e l'istituto che caratterizzò l'evoluzione dell'ateneo. Il 16 marzo 1941 il Papa ricevette in udienza le prime studentesse, incontro che si ripeté con le prime 60 laureande il 23 giugno 1943, proprio in occasione della prima sessione di laurea. Quattro giorni dopo, il 27 giugno 1943, anche i docenti furono ricevuti in udienza dal pontefice.
La prima sessione di laurea si tenne il 23 giugno 1943, in piena guerra, nell'Aula Magna di Palazzo Serristori davanti a una commissione presieduta dal direttore dell'istituto, il professor Giuseppe Cardinali, storico del mondo antico e già docente allo Studium Urbis, e dal cardinale Giuseppe Pizzardo, divenuto membro ad honorem della Pontificia Accademia delle Scienze. Il primo titolo rilasciato dall'istituto andò a suor Amalia Cernuda. Durante i primi anni di attività, nell'istituto insegnarono docenti di stampo antifascista, esclusi dall'insegnamento in quella che fino ad allora era stata l'unica università della capitale italiana, la Regia Università di Roma, divenuta in seguito Università degli Studi di Roma "La Sapienza".
Nel 1946 venne inaugurata la nuova sede del Maria Ss. Assunta, un edificio costruito appositamente dallo IOR (Istituto per le Opere di Religione) in soli cinque anni in via della Traspontina 21, con ingresso secondario in Borgo Sant'Angelo 13. L'amministrazione, guidata dalle Missionarie della Scuola, fu affidata a Fabiola Breccia Fratadocchi.

### Consolidamento e trasformazioni (1950-1967)
Gli anni cinquanta segnarono la fine della prima fase dell'istituto, caratterizzata da diversi cambiamenti nella direzione. Nel 1954 la guida passò a Cornelio Fabro, studioso e filosofo tra i massimi esponenti del pensiero neoscolastico in Italia, che rimase in carica per un biennio. Nel 1956 gli subentrò Ferdinando Milone, geografo e accademico dei Lincei, che guidò l'istituto per oltre un decennio.
In questi anni si allentarono gradualmente i rapporti con la Santa Sede: dopo l'udienza privata del 1952 con papa Pio XII insieme ai docenti del Magistero, il nuovo papa Giovanni XXIII non ebbe contatti diretti con l'istituto, delegando di fatto al cardinale Giuseppe Pizzardo il ruolo di padre nobile nella cura dell'istituzione.
A metà degli anni cinquanta, il 25 ottobre 1955, morì il domenicano Ludovico Fanfani, cofondatore delle Missionarie della Scuola, che il professor Cornelio Fabro elogiò pubblicamente nel corso dell'inaugurazione dell'anno accademico successivo, definendolo "l'ispiratore del nostro Istituto".

### Apertura e diversificazione (1967-1989)
Nel 1964, in occasione del 25º anniversario della fondazione, nacque l'A.L.M.A. (Associazione delle Laureate del Maria Assunta), primo esempio di associazionismo di ex universitari, guidato da suor Felicina Groppi come primo presidente.
Il 20 febbraio 1967 venne pubblicato in Gazzetta Ufficiale il nuovo Statuto che consentiva, a partire dall'anno accademico successivo, l'ammissione di studentesse non religiose. Il successo dell'iniziativa fu tale che il Magistero fu costretto a dotarsi di nuovi spazi, ottenendo in locazione una sede succursale nella vicina via Crescenzio.
Gli anni settanta furono caratterizzati dall'espansione territoriale, resa possibile dalla disponibilità dei nuovi locali di via della Traspontina 10, e dall'ampliamento dell'offerta formativa con l'acquisizione nel 1973 della Scuola per Educatrici professionali e nel 1977 della Scuola per Assistenti sociali. 
Alla soglia del cinquantesimo anno dalla fondazione dell'istituto, il Maria Assunta era pronto per il passo successivo: la trasformazione in università. Il processo prese il via già nei primi anni del mandato del professor Giorgio Petrocchi, ma nel 1984 si registrò intanto la prima espansione geografica con l'apertura a Palermo di una nuova Scuola diretta a fini speciali per Assistenti sociali nella sede Santa Silvia dell'Arcivescovado. L'iniziativa fu resa possibile grazie all'impegno del cardinale Ernesto Ruffini, già docente dell'istituto a Roma.
Nel corso degli anni ottanta il Magistero, guidato ora dalla missionaria Anna Maria Balducci e dal cardinale Antonio María Javierre Ortas, continuò a crescere e superò per la prima volta i confini cittadini. Sul finire del 1989, a causa della repentina scomparsa di Giorgio Petrocchi, il 1º novembre 1989 il professor Armando Rigobello divenne l'ultimo direttore del Magistero.

### Trasformazione in università (1989-2000)
Il 15 maggio 1989 l'istituto si trasformò nella Libera Università Maria Santissima Assunta (LUMSA) per decreto dell'allora Ministero dell'Università e della Ricerca, con la sola facoltà di magistero, divenendo poi effettiva a partire dal 1º giugno 1990. Il professor Armando Rigobello assunse il ruolo di primo rettore dell'università, con una funzione di traghettatore tra la vecchia e la nuova realtà istituzionale.
Durante gli anni Novanta l’offerta didattica passò gradualmente da una singola facoltà di Magistero a un assetto pluridisciplinare: vennero attivati corsi di Laurea in Scienze della comunicazione, diplomi in Giornalismo e, nel 1995, la Facoltà di Giurisprudenza. Parallelamente l’università avviò un’espansione geografica con poli didattici distaccati a Palermo, Taranto e Gubbio. L’ampliamento fu sostenuto da rette di iscrizione superiori alla media statale, scelta che finanziò la crescita ma alimentò rilievi critici sul costo di accesso per gli studenti
Nel 1997-1999 la popolazione studentesca superò quota 3000, cifra modesta nel panorama nazionale ma sufficiente a far rientrare la LUMSA nei parametri ministeriali per l’accreditamento pieno. Il periodo si chiuse con l’attribuzione di lauree honoris causa a figure di rilievo ecclesiastico e politico; queste cerimonie, seppur legittime, furono talvolta criticate come operazioni di immagine più che accademiche, segnalando già allora il confine sottile fra missione formativa e marketing istituzionale 

### Sviluppo e consolidamento (2000-presente)
Nel nuovo millennio l’ateneo ha proseguito la politica di diversificazione disciplinare, adeguandosi alla riforma 3+2 e introducendo corsi in inglese. L’espansione è stata accompagnata da investimenti immobiliari, fra cui il campus di via di Porta Castello e la biblioteca centrale, e da iniziative terza-missione come il LUMSA Digital Hub a Palermo. Secondo l’ultimo rapporto Censis 2025-2026, la LUMSA guida la classifica degli atenei non statali di medie dimensioni con un punteggio di 83,0/100. 
Restano però ombre ricorrenti. Nel 2007 la Procura di Roma aprì un fascicolo esplorativo sulle cosiddette “lauree facili” in alcuni atenei cattolici, LUMSA inclusa; l’indagine non sfociò in capi d’imputazione ma sollevò dubbi sulla gestione dei crediti formativi e sull’equità dei percorsi abbreviati.
A Roma nel 2016 venne inaugurata la nuova Biblioteca Centrale d'Ateneo, mentre a Palermo, dal 2014 al 2016, l'università acquisì le strutture dell'ex Stazione Lolli, dando il via alla riqualificazione dell'area con nuovi spazi e aule. 
La qualità didattica, valutata dal Nucleo di Valutazione interno e dall’ANVUR, risulta complessivamente adeguata ma non esente da criticità: il rapporto annuale 2024 segnala la necessità di potenziare i dottorati e di migliorare la copertura di docenza strutturata in alcuni corsi, mentre le indagini AlmaLaurea evidenziano tassi di occupazione a dodici mesi variabili e inferiori alla media degli atenei statali in area umanistica.

## Profilo accademico

### Dipartimenti
Lo statuto approvato nel 2022 riorganizza l'Ateneo che al 2025 risulta avere attivi tre dipartimenti:
- Giurisprudenza, economia, politica e lingue moderne - (GEPLI) - Roma
- Giurisprudenza, Economia e Comunicazione (GEC) - Palermo
- Scienze umane, Comunicazione, Formazione e Psicologia - Roma

### Scuole
L’erogazione dell’offerta post-laurea è affidata dal 2017 alla LUMSA Master School, che funge da cabina di regia per master universitari di I e II livello, corsi di perfezionamento e formazione continua. I programmi – oltre settanta nell’ultimo triennio – sono accreditati secondo la normativa ministeriale italiana e in parte erogati in lingua inglese, con sedi a Roma e Palermo.
Tra i percorsi di maggiore rilevanza rientra il Master biennale in Giornalismo, inserito dall’Ordine nazionale dei Giornalisti nell’elenco delle scuole riconosciute e quindi abilitante all’esame di Stato per l’iscrizione all’Albo professionale; l’ottava edizione è partita nell’autunno 2024.
Sul versante sanitario-clinico l’ateneo ospita, in collaborazione con la Fondazione Luigia Tincani, la Scuola di Specializzazione in Psicoterapia Clinica Integrata (SSPCI), corso quadriennale che rilascia il titolo necessario per l’esercizio della psicoterapia ai sensi della legge 56/1989. 
Per le competenze linguistiche opera invece il Centro Linguistico Internazionale e Certificazioni (CLIC), che organizza corsi di varie lingue e sessioni d’esame per certificazioni riconosciute dal Quadro comune europeo, aperte sia alla comunità accademica sia a utenti esterni.

## Campus
La LUMSA svolge le sue attività su quattro sue sedi principali:

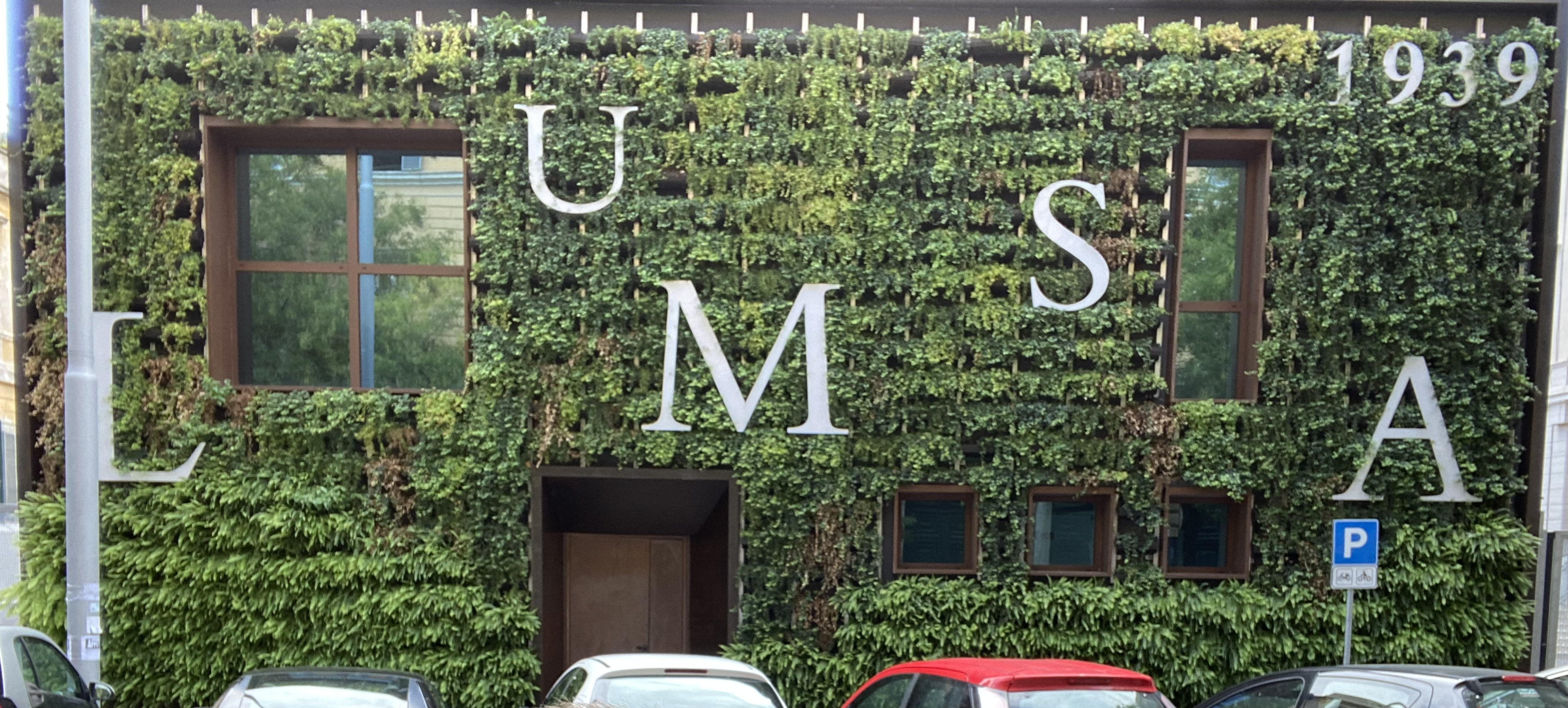
Il giardino verticale

- Palazzo del Giubileo: situato in via di Porta Castello, alle spalle delle mura del Vaticano, è il centro logistico dell'università. All'interno è presente la Biblioteca centrale di Ateneo "Card. Attilio Nicora".
- Palazzo di Pompeo Magno: posizionato in via Pompeo Magno, è l'ultima sede inaugurata dall'università e ospita tutti i corsi delle facoltà di economia.
- Palazzo della Traspontina, a Borgo Sant'Angelo: il palazzo, costruito nel secondo dopoguerra è stato fin da subito utilizzato dall'università romana come sede della facoltà di giurisprudenza.
- Palazzo di Piazza delle Vaschette: l'edificio è una struttura risalente al 1800. A oggi è utilizzata come sede del dipartimento di Scienze umane.

Alle quali s'affiancano:
- Dipartimento di Giurisprudenza, Economia e Comunicazione - GEC, in via Filippo Parlatore a Palermo.
- Santa Silvia, in via Matteo Bonello, a Palermo.
- Sezione Edas, in piazza santa Rita a Taranto.

### Residenze
L’Università LUMSA dispone soltanto di due residenze universitarie, entrambe nel quartiere Prati riservate alle sole studentesse fuori sede.

## Lumsa Sport United
La LUMSA Sport United è la società sportiva dilettantistica a responsabilità limitata, s.s.d.r.l., istituita il 25 ottobre 2019 in seno all'Università LUMSA, che ne detiene il 51%, e all'Associazione Luigia Tincani per la Promozione della Cultura (49%) L'Università LUMSA sviluppa la propria offerta sportiva e ricreativa attraverso l'adesione al Centro Universitario Sportivo Italiano (CUSI), organismo di coordinamento strategico delle attività sportive universitarie, integrando le discipline motorie con la ricerca accademica, la didattica e la formazione civile e culturale per contribuire allo sviluppo della società. L'ateneo mantiene partnership istituzionali con federazioni sportive nazionali quali la Federazione Italiana Rugby (FIR) e la Federazione Italiana Pallavolo (FIPAV), con il Comitato Olimpico Nazionale Italiano (CONI), il Dicastero per la Cultura e l'Educazione, la Conferenza Episcopale Italiana (CEI), oltre a diverse istituzioni sportive ed educative di livello locale, nazionale e internazionale. LUMSA Sport United, la struttura operativa dell'ateneo per le attività sportive, è affiliata al Centro Sportivo Italiano (CSI), ente di promozione sportiva con cui ha stipulato un accordo-quadro che garantisce un'offerta completa di discipline sportive e opportunità formative attraverso stage e collaborazioni nell'ambito educativo e culturale. 

## Controversie
L'università LUMSA è stata oggetto nel tempo di critiche di vario genere:
Percezione pubblica e mercato del lavoro
L’Università LUMSA ha ricevuto osservazioni riguardanti la percezione dei titoli di studio rilasciati, con alcuni ex studenti che hanno segnalato difficoltà nel vederli pienamente riconosciuti nel mercato del lavoro rispetto a quelli di altre università, sia pubbliche che private. Nonostante ciò, l’ateneo è apprezzato per la qualità dell’insegnamento e per il rapporto diretto tra studenti e docenti, facilitato dalle dimensioni contenute e dall’approccio personalizzato. Guardando comunque ai dati di Almalaurea l'occupazione degli studenti dell'università al termine del percorso di studi resta comunque in linea con le medie statali seppur inferiore a quelle delle università private, seppur rispetto alla qualità dello studio la soddisfazione generale è inferiore alla media statale.

### Polemiche interne e comportamenti dirigenziali
L’Università LUMSA è stata coinvolta in alcune polemiche riguardanti la gestione interna e i comportamenti di dirigenti in sedi distaccate. Tra i casi più rilevanti, la sede di Taranto è stata oggetto di accuse di comportamenti non conformi al codice etico da parte di membri della dirigenza, attirando l’attenzione della stampa e generando dibattiti pubblici sul ruolo e sulla trasparenza della governance dell’università. Le vicende hanno sollevato interrogativi sull’adeguatezza dei controlli interni e sulle modalità di gestione delle questioni disciplinari, portando alcuni osservatori a richiedere maggiore supervisione e chiarezza nei processi amministrativi.  Tuttavia, l’università ha dichiarato di essere impegnata a garantire un ambiente conforme ai principi etici e al rispetto dei valori accademici.

## Ranking e internazionalizzazione
La performance della LUMSA nel ranking CENSIS dei medi atenei non statali (5.000–10.000 iscritti) mostra una certa oscillazione tra il 2021 e il 2026. Come si evidenzia nella tabella sottostante, l’università ha ottenuto un punteggio massimo nel 2021/22 (media 85,8) grazie a punteggi elevati nelle voci “Strutture” (93) e “Comunicazione digitale” (97), seguite da un significativo calo fino al 2023/24 (79,2), prima di una parziale risalita negli ultimi due anni (83,0 e 83,4). Tuttavia, nonostante il recupero, il trend di fondo appare più statico che progressivo, e la competizione interna al gruppo di riferimento è modesta, limitata a IULM e Benincasa, con LUISS chiaramente fuori scala.
La LUMSA si distingue per gli investimenti in comunicazione e servizi digitali, che nel 2025/26 raggiungono il punteggio record di 110/110. Tuttavia, questo dato – pur rilevante – sembra compensare carenze strutturali più profonde: il punteggio per internazionalizzazione è fermo da tre anni a 78, e le borse di studio non superano mai quota 85 (con un minimo di 71). Questo ridimensiona il senso della classifica: l’apparente avanzamento è spesso sostenuto da elementi esterni alla qualità accademica core, come visibilità e promozione.
Quanto all’internazionalizzazione effettiva, i dati ufficiali mostrano una presenza Erasmus ancora molto limitata: gli studenti LUMSA in uscita nel 2022/23 sono stati circa 70 su oltre 8.000 iscritti, pari a meno dell’1%. Anche l’attrattività per incoming è bassa, con appena 40 studenti Erasmus entranti, a fronte di atenei comparabili che superano stabilmente le 100 unità. Non esiste inoltre una faculty stabile con curriculum internazionale o una strategia Erasmus Joint Degree, elementi ormai standard in ambito europeo.
| Anno accademico | Servizi | Borse | Strutture | Comunicazione e servizi digitali | Internazionalizzazione | Media |
| --------------- | ------- | ----- | --------- | -------------------------------- | ---------------------- | ----- |
| 2021/22         | 67      | 85    | 93        | 97                               | 87                     | 85.8  |
| 2022/23         | 68      | 72    | 83        | 93                               | 84                     | 80.0  |
| 2023/24         | 71      | 71    | 90        | 84                               | 80                     | 79.2  |
| 2024/25         | 73      | 78    | 83        | 103                              | 78                     | 83.4  |
| 2025/26         | 71      | 75    | 85        | 110                              | 78                     | 83.0  |

## Direttori
Direttori dell'istituto pareggiato di magistero:
- Giuseppe Cardinali (1939-1954)
- Cornelio Fabro (1954-1956)
- Ferdinando Milone (1956-1971)
- Giorgio Petrocchi (1971-1989)
- Armando Rigobello (1989)

## Rettori
- Armando Rigobello (1989-1991)
- Giuseppe Dalla Torre (1991-2014)
- Francesco Bonini (dal 2014)

## Direttori generali
- Giannina Di Marco (1996 - 2022)
- Giampaolo Di Giorgio (2022 - ad oggi)[35]